# National Soccer League 1977
La National Soccer League 1977 fue la primera temporada de la National Soccer League, la liga de fútbol profesional en Australia. El torneo estuvo organizado por la Federación de Fútbol de Australia (FFA).
Fue la primera competición con un formato oficial establecido en Australia. Contó con la participación de clubes de varios estados, entre ellos, Victoria, Nueva Gales del Sur, Queensland, Canberra y Australia Meridional. El campeón de esta edición fue el club Eastern Suburbs Hakoah, mientras que el club Mooroolbark terminó relegado a la segunda división (Victorian State League Division 2).
En esta primera edición participaron 14 clubes.

## Equipos participantes
| Equipo             | Ciudad     | Estadio                         |
| ------------------ | ---------- | ------------------------------- |
| Hakoah Sydney City | Sydney     | Hensley Athletic Field          |
| Marconi Fairfield  | Fairfield  | Marconi Stadium                 |
| Fitzroy United     | Heidelberg | Olympic Village                 |
| Adelaide City      | Adelaide   | Adelaide City Park              |
| Western Suburbs    | Sydney     | -                               |
| St George-Budapest | St George  | St George Stadium               |
| West Adelaide      | Adelaide   | Adelaide Shores Football Centre |
| Footscray JUST     | Melbourne  | Schintler Reserve               |
| Brisbane Lions     | Brisbane   | Luxury Paints Stadium           |
| Brisbane City      | Queensland | Spencer Park                    |
| South Melbourne    | Melbourne  | Lakeside Stadium                |
| Sydney Olympic     | Belmore    | Belmore Sports Ground           |
| Canberra City      | Canberra   | Canberra Stadium                |
| Mooroolbark United | Melbourne  | Esther Park                     |

## Clasificación
| Posición              | Equipo             | PJ | PG | PE | PP | GF | GC | GD  | Puntos |
| --------------------- | ------------------ | -- | -- | -- | -- | -- | -- | --- | ------ |
| 1                     | Eastern Suburbs    | 26 | 13 | 11 | 2  | 52 | 28 | +24 | 37     |
| 2                     | Marconi Fairfield  | 26 | 15 | 7  | 4  | 42 | 21 | +21 | 37     |
| 3                     | Fitzroy United     | 26 | 12 | 8  | 6  | 41 | 34 | +7  | 32     |
| 4                     | Adelaide City      | 26 | 12 | 7  | 7  | 50 | 31 | +19 | 31     |
| 5                     | Western Suburbs    | 26 | 11 | 7  | 8  | 38 | 29 | +9  | 29     |
| 6                     | St. George Saints  | 26 | 7  | 14 | 5  | 39 | 35 | +4  | 28     |
| 7                     | West Adelaide      | 26 | 8  | 10 | 8  | 38 | 32 | +6  | 26     |
| 8                     | Footscray JUST     | 26 | 9  | 6  | 11 | 36 | 39 | -3  | 24     |
| 9                     | Brisbane Lions     | 26 | 9  | 5  | 12 | 27 | 41 | -14 | 23     |
| 10                    | Brisbane City      | 26 | 8  | 6  | 12 | 30 | 35 | -5  | 22     |
| 11                    | South Melbourne FC | 26 | 7  | 8  | 11 | 27 | 35 | -8  | 22     |
| 12                    | Sydney Olympic     | 26 | 7  | 7  | 12 | 25 | 38 | -13 | 21     |
| 13                    | Canberra City      | 26 | 5  | 7  | 14 | 22 | 39 | -17 | 17     |
| 14                    | Mooroolbark        | 26 | 5  | 5  | 16 | 31 | 61 | -30 | 15     |
| Estadísticas finales. |                    |    |    |    |    |    |    |     |        |

| Nota: | Una victoria equivale a dos puntos y un empate a uno.                     |
|       |                                                                           |
|       | Campeón de Australia.                                                     |
|       | Equipo descendido a segunda división (Victorian State League Division 2). |

## Premios
- Jugador del año:  Jimmy Rooney (Marconi Stallions).[6]
- Jugador del año categoría sub-21:  John Kosmina (West Adelaide SC).[6]
- Goleador del torneo:  Dixie Deans (Adelaide City - 16 goles).[6]
- Director técnico del año:  Rale Rasic (Marconi Stallions).[6]

### Otros datos de interés
- Partido con más goles: Heidelberg 1-8 Marconi Fairfield (20 de junio).[7]